# Kopparfasan
Kopparfasan (Syrmaticus soemmerringii) är en fågel i familjen fasanfåglar inom ordningen hönsfåglar som är endemisk för Japan.

## Utseende och läten
Kopparfasanen är en stor fasanfågel med mycket lång stjärt. Könen skiljer sig tydligt åt i storlek, framför allt avseende stjärten, där hanen är 87,5-136 cm (varav stjärten 48-98 cm) och honan 51-54 cm (stjärten 14-19 cm). Hanen är djupt kopparröd med gulaktig näbb, brun ögoniris och röd bar hud i ansiktet. Honan är brunare med gråbrun ovansida och mörkbrun med beigefärgade band undertill. Hanen har en kort sporre på de grå benen, vilket honan saknar. Den är inte särskilt ljudlig men yttrar ett hest och otydligt "ko..ko..ko".

## Utbredning och systematik
Kopparfasan är endemisk för Japan där den förekommer i barrskogar. Den delas in i fem underarter med följande utbredning:
- Syrmaticus soemmerringii scintillans – norra och centrala Honshu
- Syrmaticus soemmerringii intermedius – sydvästra Honshu och Shikoku
- Syrmaticus soemmerringii subrufus – södra Honshu och sydvästra Shikoku
- Syrmaticus soemmerringii soemmerringii – norra och centrala Kyushu
- Syrmaticus soemmerringii ijimae – sydöstra Kyushu

## Levnadssätt
Kopparfasanen hittas i barr-, löv- och blandskog från havsnivån till 1800 meters höjd. Födan består av ekollon och frön från träd som Castanopsis, Machilus , Cleyera och Castanea. Häckningen inleds i mars i söder, i april-maj i norr.

## Status och hot
Denna art har länge varit utsatt för ett hårt jakttryck, som trots att jakten numera är reglerad tros den fortfarande påverka beståndet. Andra hot är predation från katt och hund liksom habitatförstörelse. Den tros minska relativt kraftigt i antal, varför internationella naturvårdsunionen IUCN kategoriserar den som nära hotad. Världspopulationen har inte uppskattats, men den beskrivs som ovanlig.

## Namn
Fågelns vetenskapliga artnamn hedrar anatomisten Samuel Thomas von Sömmerring (1755-1830).